# Дарингтън
Дарингтън (на английски: Darrington) е град в окръг Снохоумиш, щата Вашингтон, САЩ. Дарингтън е с население от 1136 жители (2000) и обща площ от 2,5 km². Намира се на 169 m надморска височина. ЗИП кодът му е 98241, а телефонният му код е 360.